# Igor Abylgaziev
Igor Ichenalievitch Abylgaziev (Игорь Ишеналиевич Абылгазиев), né le 12 février 1956 à Frounzé (aujourd'hui Bichkek), est un universitaire russe, de l'université de Moscou, tenant de la chaire de géopolitique et de diplomatie de la faculté des processus mondiaux de l'université de Moscou, directeur de l'Institut des pays d'Asie et d'Afrique, depuis 2013.

## Biographie
Il termine l'Institut des pays asiatiques en 1978 et y prépare son doctorat, devenant aspirant en 1983. De 1983 à 1990, il dirige un département du comité des organisations de jeunesse d'URSS et il est au comité central du Komsomol l'année qui précède la dislocation de l'URSS et la chute du parti communiste en tant que parti dirigeant.
Il est président de l'association des initiatives de la jeunesse, président de la ligue des coopérateurs et entrepreneurs de Russie. En 2000-2001, il est inspecteur fédéral principal de l'appareil moscovite du représentant plénipotentiaire du président de la fédération de Russie pour le district fédéral central. Il est nommé conseiller d'État effectif de la fédération de Russie de IIIe classe et atteint le grade de colonel de la réserve.
Il reçoit le titre de professeur de l'université de Moscou en 2006.
Depuis 2007, il dirige la faculté des processus mondiaux de l'université de Moscou et depuis le 1er janvier 2013, il est directeur de l'Institut des pays d'Asie et d'Afrique de cette même université.
Il défend sa thèse de doctorat en sciences historiques en 2005 dont le sujet est : « les relations multilatérales entre l'URSS, la Chine et la Mongolie des années 1920 au début des années 1940 : problèmes de la solidarité internationale ».  Il est l'auteur d'une dizaine de monographies et d'une vingtaine d'articles sur les problèmes de l'histoire en lien avec le processus de la mondialisation.
Il est membre de comités de programmes de congrès scientifiques internationaux :
- «Глобалистика-2009» (Globalistique-2009) (plus de 500 participants de 18 pays du monde[5])
- «Глобалистика-2011» (Globalistique-2011) (plus de 500 participants de 30 pays du monde[6])
- «Глобалистика—2013» (Globalistique-2013) (plus de 700 participants de 40 pays du monde[7]).

## Distinctions
- Ordre de l'Honneur
- Prix du gouvernement de la fédération de Russie dans le domaine de la science et de la technique, en 2009